# 그레펜
그레펜(독일어: Greppen)은 스위스 루체른주의 루체른구에 있는 자치체이다.
그레펜은 거대한 리기산 기슭에 놓여 있다. 이 고립된 영지는 루체른 호수에 의해 구의 나머지 부분과 분리되어 있다.

## 역사
그레펜은 베기스라는 이웃 커뮤니티의 역사를 공유한다. 1259년에 간접적으로나마 처음으로 Crepon으로 언급되었으며, 하인리히 폰 하이데크의 문서에서 합스부르크가에 속했으며, 1406년 노이합스부르크 영지의 일부로 루체른에 매각되었다. 1803년에는 루체른 지역으로 지정되었다.

## 지리
그레펜은 리기산 기슭에 있는 루체른 호수의 퀴스나흐트 하구 동쪽 호반에 자리 잡고 있다. 그레펜은 루체른 호수에서 리기산의 서쪽 경사면을 따라 리기-슈타펠 바로 아래(해발 1,400m)까지 뻗어 있다. 브라이테나흐리트(Breitenacherreid)는 자연 보호 구역이다.
그레펜의 면적은 3.3k㎡이다. 이 면적 중 50.9%는 농업용으로 사용되고, 39.7%는 산림이다. 나머지 토지(9.4%)가 주거지이다. 1997년 토지조사에서 전체 토지의 39.7%가 산림이었다. 농경지 중 43.94%는 경작이나 목초지로 사용되며, 6.97%는 과수원이나 포도나무 작물에 사용된다. 정착지 중 7.88%는 건물, 0.3%는 산업, 1.21%는 교통 기반 시설로 이루어져 있다.
그레펜은 슈비츠주의 베기스와 퀴스나흐트에 접해 있다. 이곳은 또한 메겐과 물 경계를 공유한다.

## 인구통계
2000년에 인구의 90.39%가 스위스 시민이었고, 그중 85.84%만이 여권을 가지고 있었다. 이민자 집단에는 독일인(4.03% 또는 4.68%, 이중 국적 포함)과 이탈리아인(0.65% 또는 1.95%)이 포함되었다. 소규모 이민자 그룹은 프랑스, 오스트리아, 슬로바키아, 세르비아, 몬테네그로 및 마케도니아 출신이었다. 2020년 12월 31일 기준, 그레펜의 인구는 1,185명이다. 2007년 기준으로 전체 인구의 10.9%가 외국인이다.
역사적 인구는 다음 표에 나와 있다.
1798년에는 단지 240명의 주민이 있었다. 인구는 1860년(1798-1860: +23.8%)까지 증가했지만 1900년에는 244명으로만 감소했다. 다음 20년 동안 관광 산업은 급격한 인구 증가를 가져왔다(1900-1920년: +51.8%). 그 후 주민의 수는 1980년까지 거의 동일하게 유지되었다. 그 이후로 개선된 교통, 지자체의 온화한 기후, 루체른 및 퀴스나흐트와의 근접성으로 인해 인구가 증가했다(1980-2004: +143.8%) . 지난 10년 동안 인구는 28.2%의 비율로 증가했다.
그레펜의 연령 분포는 다음과 같다. 246명(인구의 26.1%)이 0-19세이다. 237명(25.2%)은 20-39세이고 367명(39%)은 40-64세이다. 고령자 인구 분포는 74명 또는 7.9%가 65-79세, 14 또는 1.5%가 80-89세, 3명 또는 인구의 0.3%가 90세 이상이다.
2000년 현재 293가구 중 82가구(약 28.0%)가 1인 가구이다. 30 또는 약 10.2%는 5인 이상의 대가족이다. 2000년 기준으로 시정촌에는 184개의 주거용 건물이 있었고, 그중 144개는 주택으로만 건축되었고 40개는 주상복합 건물이었다. 자치단체에는 단독주택 97채, 다가구주택 27채, 다가구주택 20채가 있었다. 대부분의 주택은 2(70)층 또는 3(52)층 구조였다. 단층 건물은 5채, 4층 이상 건물은 17채에 불과했다.

### 언어
2000년 기준으로 인구의 94.03%가 독일어, 1.3%가 영어, 0.91%가 프랑스어를 사용한다.

### 종교
인구는 전통적으로 로마 가톨릭 신자이다. 2000년 인구 조사에서 65.97%는 로마 카톨릭, 19.87%는 개신교, 1.04%는 정교회, 0.52%는 고대 가톨릭이었다. 비기독교 소수자들은 무신론자 (8.44%), 이슬람교 (1.3%), 질문에 답하지 않은 무슬림(2.47%)을 포함했다.

## 정치
2003년의 주 단위 선거에서 시민 정당은 CVP 33.16%, FDP 27.59%, SVP 19.07%의 득표율을 얻었다. 좌파와 진보 정당(SP와 녹색연합)은 그레펜이 루체른 지역의 시골 자치제임을 감안할 때 각각 9.48%와 8.25%의 많은 득표율을 얻었다. 가장 작은 정당으로는 활동노인당(Active Seniors)이 1.27%로 가장 많았다.
2007년 선거에서 가장 인기 있는 정당은 29.4%의 득표율을 기록한 SVP였다. 다음으로 가장 인기 있는 세 정당은 CVP (26.5%), FDP (23%), SPS (10.1%)였다.
루체른 지역의 리기산 인근 3개 지자체는 이미 많은 문제에서 협력하고 있기 때문에 점진적인 통합을 계획하고 있다.

## 경제
그레펜의 인구는 다양한 분야에서 생계를 유지하고 있다. 전통적으로 소와 고산 낙농업과 어업이 지배했지만, 사람들은 또한 밤(온난한 기후에서)을 기르고 응회암을 채굴했다. 널리 사용되었던 19세기의 실크와 아마포 직조 공장은 사라졌다. 주요 고용주는 요리 운영, (보통) 관광, 제약 및 건설을 포함한다. 통근자 균형은 명확한 그림을 그린다. 40명이 그레펜으로 통근하는 반면, 280명(전체 고용된 421명 중)은 그레펜에서 통근한다(26.8%는 슈비츠주, 20.7%는 추크주, 12.9%는 루체른, 11.4%는 인근 시정촌인 베기스).
그레펜의 실업률은 1.36%이다. 2005년 기준으로 1차 경제 부문에 47명이 고용되어 있으며, 이 부문에 약 17개 기업이 참여하고 있다. 35명이 2차 부문에 고용되어 있고, 이 부문에 13개의 기업이 있다. 69명이 3차 부문에 고용되어 있으며, 이 부문에는 31개의 기업이 있다. 2000년 기준으로 자치단체 인구의 54.7%가 일정 수준으로 고용되었다. 같은 기간 여성은 전체 노동력의 41.3%를 차지했다.

## 교육
그레펜에는 1809년부터 마을 초등학교가 있어 유치원부터 6학년까지의 학생들이 다니고 있다. 유치원에는 8명의 학생이 있고 초등학교에는 84명의 학생이 있다. 7학년 이상의 학생들은 인근 베기스에 있는 학교에 다닌다.
전체 스위스 인구는 일반적으로 교육 수준이 높다. 그레펜에서는 인구의 약 81.9%(25-64세)가 필수가 아닌 고등 교육 또는 추가 고등 교육(대학 또는 응용학문대학)을 완료했다.

## 관광
리기산을 따라 있는 취리히제-고타드 철도 선로의 정렬과 그레펜에서 출발하는 리기산을 오르는 철도 건설 실패와 같은 다양한 프로젝트로 인해 그레펜에서는 관광이 인근 지자체만큼 중요하지 않다. 그레펜에서 유명한 두 레스토랑은 아이드게노센(Eidgenossen)과 성 벤델린/피쉬(St. Wendelin/ Fische)이다.
14세기에 성 벤델린 수도원이 설립되었고 1483-85년 사이에 성 벤델린 마을 예배당이 세워졌다. 이 교회는 1645년경에 성 벤델린 교구 교회에 양보해야 했다. 매년 10월 20일에 그레펜으로 순례가 있다. 그레펜은 비교적 온전하게 마을이 보존되어 있기 때문에 보호된 공동체의 목록에 등재했다.

## 교통
그레펜은 1869년부터 루체른호 해운이 선착장을 소유하고 있다. 이 회사는 또한 1932년에 퀴스나흐트에서 베기스를 통과해 브루넨까지 버스 노선을 개설했는데, 이는 지역 대중 교통에 중요하다. 가장 가까운 기차역은 루체른에서 골다우까지 가는 트랙에 있는 퀴스나흐트에 있다. 고트하르트선에 있는 브루넨에도 기차역이 있다.
퀴스나흐트에서 5km 떨어진 가장 가까운 고속도로 교차로는 교통량이 개선되어 인구가 크게 증가했다.